# Ulrich Plenzdorf

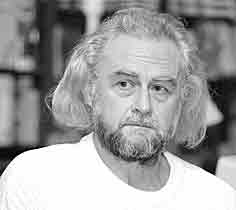
Ulrich Plenzdorf (1993)

Ulrich Plenzdorf (Berlijn, 26 oktober 1934 – aldaar, 9 augustus 2007) was een Duitse scenario- en (toneel)schrijver uit de voormalige DDR, die ook na de Duitse hereniging nog diverse literaire werken schreef.

## Levensloop
Plenzdorf behoort tot de vooraanstaandste exponenten van de 'oostelijke' Duitse literatuur. Hij werd in de Berlijnse wijk Kreuzberg geboren in een overtuigd communistisch milieu en studeerde halfweg de jaren vijftig wijsbegeerte aan het Franz-Mehring-Institut van Leipzig, een studie die hij evenwel niet voltooide. In plaats daarvan ging hij voor het theater werken, en na zijn legerdienst in 1958 en 1959 ging hij aan de hogeschool van Babelsberg film studeren; deze studie rondde hij in 1963 af.
In de jaren zestig schreef Plenzdorf meerdere filmscenario's, waaronder het succesvolle Kennen Sie Urban? uit 1970, waarvoor hij twee prijzen ontving, waaronder de Heinrich-Mann-Preis. Zijn grote doorbraak kwam in 1972 met de klassieker Die neuen Leiden des jungen W., een werk dat het midden houdt tussen een toneelstuk en een roman. Dit is het werk waarmee Plenzdorf zowel in de DDR als in West-Duitsland bekendheid verwierf, en dat hem grote erkenning opleverde.
Die neuen Leiden des jungen W. is, zoals de titel suggereert, een allusie op Goethes Die Leiden des jungen Werthers: het vormt een kritische evaluatie van de jongerencultuur in de DDR van de jaren zeventig, en dit in contrast met de verstarde, grauwe alledaagsheid van het socialistisch realisme. Tegelijk is de roman eveneens een hoogst humoristisch werkstuk, met een sarcastische interpretatie van literaire receptie. Het hoofdpersonage, Edgar Wibeau, is een rebel die geïnteresseerd is in de beatcultuur en zich hoogst individualistisch gedraagt, tot ergernis van zijn conformistische omgeving. Hij ontdekt Goethes klassieker per toeval op het toilet (en gebruikt het voorwoord als toiletpapier), waarna hij door het verhaal gefascineerd geraakt. Net zoals Werther gaat hij een relatie met een vrouw aan die in feite al gehuwd is, en net zoals Werther komt hij tragisch aan zijn einde. Hij pleegt weliswaar geen zelfmoord: in een bizarre poging zijn talenten voor het algemeen nut aan te wenden (zoals dat in een collectieve samenleving hoort), sterft hij een groteske dood tijdens de ontwikkeling van een soort automatische verfmachine. Het ironische boek, dat niet weinig controversieel was, maakte bij de DDR-jeugd duidelijke gevoelens van herkenning los. De filmversie volgde in 1976.
Ook het filmscenario Die Legende von Paul und Paula was een succes; in 1978 won Plenzdorf de Ingeborg-Bachmann-Preis voor Kein runter, kein fern. Tijdens de jaren tachtig fulmineerde hij in zijn theaterstukken tegen de wandaden van het stalinisme. Na de val van de Muur ging Plenzdorf dieper in op de gevolgen van de communistische erfenis en het totalitarisme: Das andere Leben des Herrn Kreins behandelt de onvermijdelijke confrontatie, in het moderne Duitsland, tussen oude ideologische tegenstanders. Ulrich Plenzdorf doceerde sedert 2004 aan het literatuurinstituut van Leipzig en was tot aan zijn overlijden op 72-jarige leeftijd nog steeds als schrijver actief.

## Werken
- 1964 Mir nach, Canaillen (scenario)
- 1969 Weite Straße, stille Liebe (scenario)
- 1970 Kennen Sie Urban? (scenario)
- 1972 Die neuen Leiden des jungen W. (toneel/roman)
- 1974 Die Legende von Paul und Paula (scenario)
- 1978 Kein runter, kein fern (novelle)
- 1979 Die Legende vom Glück ohne Ende (roman)
- 1986 Ein Tag länger als Leben (toneel)
- 1989 Zeit der Wölfe (roman)
- 1993 Vater Mutter Mörderkind (toneel)
- 1994 Das andere Leben des Herrn Kreins (toneel)

- Bibsys: 90093258
- Bibliothèque nationale de France: cb119200426 (data)
- Catàleg d'autoritats de noms i títols de Catalunya: 981058511274606706
- Gemeinsame Normdatei: 118595024
- International Standard Name Identifier: 0000 0001 1479 636X
- Library of Congress Control Number: n79071334
- Nationale Bibliotheek van Letland: 000064296
- MusicBrainz: 9dc9efde-d301-406f-a679-cee33ea325e8
- Bibliotheek van het Japanse parlement: 00452961
- Nationale Bibliotheek van Tsjechië: ola2003162730
- Nationale Bibliotheek van Israël: 987007266522805171
- Nationale Bibliotheek van Polen: a0000002713594
- Nederlandse Thesaurus van Auteursnamen: 069342806
- Istituto Centrale per il Catalogo Unico: RAVV029757
- LIBRIS: 358237
- Système universitaire de documentation: 027076393
- Trove: 1088660
- Virtual International Authority File: 107590670
- WorldCat: E39PBJjd9kgBcCqTcQMwHq7PwC